# KEGG
A KEGG (Kyoto Encyclopedia of Genes and Genomes) egy a genomokkal, biológiai útvonalakkal, betegségekkel, gyógyszerekkel és kémiai elemekkel foglalkozó adatbázisok gyűjtőhelye. A KEGG-et a bioinformatikai kutatásoknál és oktatásoknál használják, többek között a genomika, a metagenomika, a metabolomika és más omikák területén elemzéshez. Emellett a rendszerbiológia, a transzlációs kutatás és a gyógyszerfejlesztés területén használják modellezésnél és szimulációnál.

## Bevezetés
A KEGG adatbázis projektet 1995-ben Minoru Kanehisa kezdeményezte az akkor Japánban futó Humán Genom Program keretein belül, aki akkor a Kiotói Egyetem Kémiai Kutatások Intézetének a professzora volt. Előre látva a számítógépen elérhető erőforrások iránti igényt, melynek segítségével feldolgozhatóak a genom szekvenciális adatai, nekiállt kifejleszteni a KEGG PATHWAY adatbázist. Ez kézzel rajzolt KEGG ösvények gyűjteménye lett, amely a anyagcseréről és a sejtek és szervek egyéb funkcióiról szerzett tapasztalati adatokat tette fel egy térképre. Minden térképi ösvény a molekulák kölcsönhatásának és hatásainak egy ösvényét rajzolja ki, célja pedig az volt, hogy a felfedezett géneket azok eredményéhez kapcsolja. Az eredmények többsége valamilyen protein lett.Így létrejöhetett az úgynevezett KEGG ösvény térképek elemzése, mely során a genómban lévő génállomány összehasonlíthatóvá vált a KEGG PATHWAY adatbázissal, és így lehetett tanulmányozni, hogy milyen ösvény és hozzá kapcsolódó funkció lehet az adott génben kódolva.
A fejlesztők szerint a KEGG a biológiai rendszer „számítógépes reprezentánsa.” Ebben benne vannak az építő elemek és az azokat leíró vonaldiagramok. Pontosabban a gének és a proteinek építőelemei, a kis molekulák kémiai építőelemei, a reakcióik, a molekulák reakcióinak és kapcsolatainak vonaldiagramos hálózata. Ezek a KEGG következő adatbázisaiban vannak eltárolva, melyeket több csoportba is be lehet sorolni,melyek között ott van a rendszer, a genom, a kémia és az egészség, illetve az ezekhez kapcsolódó információk.
- Rendszer információ
  - PATHWAY – biológiai ösvény térképek a sejti és a szervi funkciókról.
  - MODULE – modulok vagy a gének funkcionális egységei
  - BRITE – biológiai egységek hierarchikus felépítése.
- Genom információ
  - GENOME – teljes genomok
  - GENES – gének és fehérjék a teljes genomban.
  - ORTHOLOGY – gének ortológ csoportjai a teljes genomban.
- Kémiai információk
  - COMPOUND, GLYCAN – kémiai összetevők és glikánok
  - REACTION, RPAIR, RCLASS – kémiai reakciók
  - ENZYME – enzim nómenklatúra
- Egészségügyi információk
  - DISEASE – humán betegségek
  - DRUG – jóváhagyott gyógyszerek
  - ENVIRON – gyógyszer alapok és egészségügyi kiegészítők

## Adatbázisok

### Rendszer információk
A KEGG PATHWAY adatbázis, a vonaldiagram adatbázis a KEGG központi eleme. Ez ösvények olyan térképeit gyűjti össze, melybe több entitás is helyet kap. Ilyenek a gének, a proteinek, RNS-ek, kémiai vegyületek, glikánok valamint a kémiai reakciók, a betegségekért felelős gének és a gyógyszerek célpontjai, melyeket a KEGG egyéb adatbázisai külön-külön is tartalmaznak.A térképeket a következő csoportokba sorolták:
- Metabolizmus
- Általános információ feldolgozás (transzkripció, transzláció, DNS-másolás, DNS-javítás stb.)
- Környezeti információk feldolgozása (membrán transzport stb.)
- Sejti folyamatok (sejtnövekedés, sejthalál, sejt membrán funkciók stb.)
- organizmus rendszerek (immunrendszer, endokrin rendszer, idegrendszer stb.)
- Humán betegségek
- Gyógyszerfejlesztés